# جی‌اف‌ای‌جی-۱
جی‌اف‌ای‌جی-۱ (به انگلیسی: GFAJ-1) باکتری است که ساختار دی‌ان‌ای آن به جای فسفر از آرسنیک ساخته شده‌است.

## اکتشاف
GFAJ-1 توسط اخترزیست‌شناسان ناسا در سازمان نقشه‌برداری‌های زمین‌شناسی آمریکا در محل دریاچه مونو، منطقه منلو پارک کالیفرنیا کشف شده‌است.